# حکیمه الحیطی
حکیمه الحیطی (متولد ۱۳ مه ۱۹۶۳) دانشمند، کارآفرین و سیاستمدار اهل مراکش است.
در سال ۱۹۹۴، او EauGlobe را تأسیس کرد که اولین شرکت مهندسی محیط‌زیست در منطقه منا (خاورمیانه و شمال آفریقا) محسوب می‌شد. از ۲۰۱۳ تا ۲۰۱۷، به عنوان نمایندهٔ وزیر محیط‌زیست پادشاهی مراکش فعالیت کرد. در سال ۲۰۱۵، به سمت نایب‌رئیسی کنفرانس تغییرات آب‌وهوایی سازمان ملل (COP21) برگزیده شد. همچنین، بین سال‌های ۲۰۱۵ تا ۲۰۱۷، نمایندهٔ ویژهٔ مراکش در امور تغییرات آب‌وهوایی بود و از ۲۰۱۶ تا ۲۰۱۷، به عنوان قهرمان عالی آب‌وهوا در کنفرانس بین‌المللی تغییرات آب‌وهوایی سازمان ملل (COP22) منصوب شد.
او از دسامبر ۲۰۱۸ به عنوان رئیس بین‌الملل لیبرال فعالیت می‌کند و نخستین فرد غیراروپایی است که این سمت را برعهده گرفته است.

## دوران اولیه زندگی و تحصیل
حکیمه الحیات در ۱۳ مه ۱۹۶۳ در فاس متولد شد. او مدرک زیست‌شناسی و میکروبیولوژی از دانشگاه سیدی محمد بن عبدالله فاس (۱۹۸۶) و فوق‌لیسانس اکوتوکسیکولوژی از دانشگاه مولای اسماعیل مکناس (۱۹۸۷) را دریافت کرد. او دو دکترا دارد: مطالعات محیطی از دانشگاه مکناس (۱۹۹۱) و مهندسی محیط زیست از مدرسه عالی ملی معادن سنت‌اتین فرانسه با پایان‌نامه‌ای دربارهٔ تصفیه فاضلاب. او همچنین دیپلم ارتباطات سیاسی از دانشگاه واشینگتن آمریکا (۲۰۰۸) را دارد.

## پیشه
الهایتی تا سال ۱۹۹۳ در آژانس شهری فاس در بخش مدیریت اراضی فعالیت داشت. او همچنین خزانهدار اتحادیه ملی زنان بود. در سال ۱۹۹۴ شرکت EauGlobe را تأسیس کرد که در زمینه مهندسی و مشاوره محیطی تخصص دارد. او معاون US-NAPEO (مشارکت ایالات متحده و آفریقای شمالی برای فرصتهای اقتصادی) و ConnectinGroup International (نخستین سازمان آموزشی زنان برای مناصب انتصابی) است.
الهایت عضو حزب سیاسی جنبش مردمی است. در سال ۲۰۰۷ به ریاست انجمن زنان کارآفرین مراکش رسید. سال ۲۰۱۲ ریاست شبکه بین‌المللی زنان لیبرال را برعهده گرفت. از دسامبر ۲۰۱۲ نیز مسئول روابط بین‌الملل جنبش مردمی بوده است.
الهایت در سال ۲۰۱۳ به عنوان نمایندهٔ وزیر محیط زیست در وزارت انرژی، معادن، آب و محیط زیست منصوب شد. در این سمت، او بر سیاست‌های محیط زیستی نظارت داشت تا اطمینان حاصل شود که توسعهٔ پایدار در تمام برنامه‌های سیاست عمومی گنجانده می‌شود. مراکش همچنین دارای پلیس محیط زیست است.
او در کنفرانس تغییرات آب‌وهوایی سازمان ملل متحد در سال ۲۰۱۳ در ورشو و کنفرانس تغییرات اقلیمی سازمان ملل متحد در سال ۲۰۱۴ در لیما شرکت کرد، قبل از آنکه در کنفرانس تغییرات اقلیمی سازمان ملل متحد در سال ۲۰۱۵ (مذاکرات تغییرات آب‌وهوایی پاریس در دسامبر ۲۰۱۵) نقش رهبری را بر عهده بگیرد.
در مه ۲۰۱۶، کنفرانس اعضای کنوانسیون چارچوب سازمان ملل متحد در مورد تغییرات آب‌وهوایی، او را به عنوان «قهرمان سطح‌بالای تغییرات آب‌وهوایی» منصوب کرد.
در ۱۹ سپتامبر ۲۰۱۶، الهایت سخنرانی کلیدی مراسم افتتاحیه «هفته آب و هوا» در نیویورک را ایراد کرد و از رهبران جهان خواست تا با عمل به تعهدات خود در توافق پاریس، به سمت اقدامات اقلیمی قوی‌تر گام بردارند.
او همچنین میزبانی کنفرانس تغییرات آب‌وهوایی سازمان ملل متحد در سال ۲۰۱۶ را که در نوامبر همان سال در مراکش برگزار شد، بر عهده داشت.

## زندگی شخصی
الهایت به زبانهای عربی، انگلیسی و فرانسه تسلط دارد.

## جوایز و افتخارات
در سال ۲۰۱۴، الهایته جایزهٔ آزادی را از بنیاد زنان برای آزادی و دموکراسی اسپانیا دریافت کرد. در دسامبر ۲۰۱۶، او نشان شوالیهٔ لژیون دونور فرانسه را از رئیس‌جمهور فرانسوا اولاند دریافت نمود. لوران فابیوس، نخست وزیر سابق فرانسه، این جایزه را به پاس تعهد ملی و بینالمللی او به اهداف زیست محیطی اعطا کرد.

## انتشارات
- El Haite, Hakima (12 April 2010). "Traitement Des Eaux Usees Par Les Reservoirs Operationnells et Reuse Pour L'Irrigation" (doctoral thesis). Ecole Nationale Supérieure des Mines.
- El Haité, Hakima (2015). "Les passions d'une ministre engagée". Vraiment Durable. 1: 137–146.
- El Haite, Hakima (23 November 2016). "COP22: Time for Action". UNEP Climate Action.